# Tepli
Il Tepli (in russo Тепли? in osseto: Тъепле) è una montagna nella Catena del Caucaso laterale. Si trova nell'Ossezia Settentrionale-Alania, nel corso superiore del fiume Fiagdon (affluente dell'Ardon). 
È alto 4431 m. Diversi ghiacciai scendono dalla montagna, alimentando le sorgenti dei fiumi Fiagdon e Ardon. Il Tepli si trova 15 km a nord della catena principale del Caucaso.